# Leibniz-Zentrum für Archäologie
Das Leibniz-Zentrum für Archäologie (LEIZA) ist ein deutsches, weltweit tätiges Forschungsinstitut für Archäologie, das von Bund und Ländern getragen wird und zur Leibniz-Gemeinschaft deutscher Forschungseinrichtungen gehört. Zum 1. Januar 2023 ging es durch Umbenennung aus dem traditionsreichen, bereits 1852 gegründeten Römisch-Germanischen Zentralmuseum (RGZM) in Mainz hervor. Erste Generaldirektorin ist Alexandra W. Busch.
Seit 1. Januar 2024 ist das Zentrum für Baltische und Skandinavische Archäologie mit Sitz in Schleswig Teil des LEIZA.